# Goniada beiraensis
Goniada beiraensis är en ringmaskart som beskrevs av Kirkegaard 1995. Goniada beiraensis ingår i släktet Goniada och familjen Goniadidae. Inga underarter finns listade i Catalogue of Life.